# Vlado Novak (igralec)
Vlado Novak, slovenski gledališki in filmski igralec, * 9. april 1952, Maribor.
Vlado Novak je slovenski gledališki in filmski igralec in dolgoletni član igralskega ansambla Drame Slovenskega narodnega gledališča Maribor. Je prejemnik številnih stanovskih nagrad, med drugim Borštnikovega prstana.

## Mladost
Rodil se je 9. aprila 1952 v Mariboru. Že v mladosti je sodeloval v mariborskem Amaterskem gledališču Slava Klavora. V rojstnem mestu je leta 1974 tudi diplomiral na Visoki ekonomsko-komercialni šoli. Istega leta je začel študij dramske igre na Akademiji za gledališče, radio, film in televizijo v Ljubljani v letniku Franceta Jamnika in Zvoneta Šedlbauerja. Leta 1981 je absolviral, leta 1995 pa tudi diplomiral.

## Igralska kariera
Leta 1976 se je zaposlil v igralskem ansamblu Primorskega dramskega gledališča Nova Gorica (danes Slovensko narodno gledališče Nova Gorica), naslednje leto, 1. septembra 1977 pa postal član ansambla Drame Slovenskega narodnega gledališča Maribor. Tam je ostal do 31. oktobra 1995, ko je za eno sezono postal član Slovenskega ljudskega gledališča Celje, nato pa se 3. julija 1996 znova vrnil v SNG Maribor - sprva za pol leta kot vršilec dolžnosti umetniškega vodja in nato znova kot dramski igralec. Upokojil se je leta 2016.
Vlado Novak ustvarja tudi filmske vloge, najbolj prepoznavna je vloga Pištija Gajaša v filmu Marka Naberšnika Petelinji zajtrk, ki je bil več let tudi najbolj gledan slovenski celovečerni film, Novak pa je leta 2007 prejel tudi Vesno za najboljšo moško vlogo v tem filmu. Med drugim je igral tudi v filmih Moj ata, socialistični kulak, Zmaga ali Kako je Maks Bigec zasukal kolo zgodovine, Šanghaj, Traktor, ljubezen in rock'n'roll, Stekle lisice idr. Igral je tudi v seriji Reka ljubezni kot tajkun Andrej Majer, v V imenu ljudstva kot Nikin oče Miro, ter nastopil v 2. epizodi serije Življenja Tomaža Kajzerja 2 kot oče glavnega junaka.
Za svoje gledališko ustvarjanje je med drugim leta 2014 prejel Borštnikov prstan, leta 2019 pa nagrado Bert za življenjsko delo na področju filmske in televizijske igre.